# Тоносьо (Тіба)

35°50′14″ пн. ш. 140°40′8″ сх. д. / 35.83722° пн. ш. 140.66889° сх. д.
Тоносьо́ (яп. 東庄町, とうのしょうまち, МФА: [toːnoɕoː mat͡ɕi̥]) — містечко в Японії, в повіті Каторі префектури Тіба. Станом на 1 жовтня 2008 площа містечка становила 46,16 км². Станом на 1 січня 2009 населення містечка становило 15 474 осіб.